# تئاتر مینزکوف
تئاتر مینزکوف (انگلیسی: Minskoff Theatre) یک سالن تئاتر متعلق به سازمان نیدرلاندر در شهر نیویورک، آمریکا است.
این تئاتر که در سال ۱۹۷۳ تاسیس شده در منطقه تئاتر برادوی قرار دارد و دارای ۱٬۶۲۱ نفر ظرفیت است.

## نگارخانه

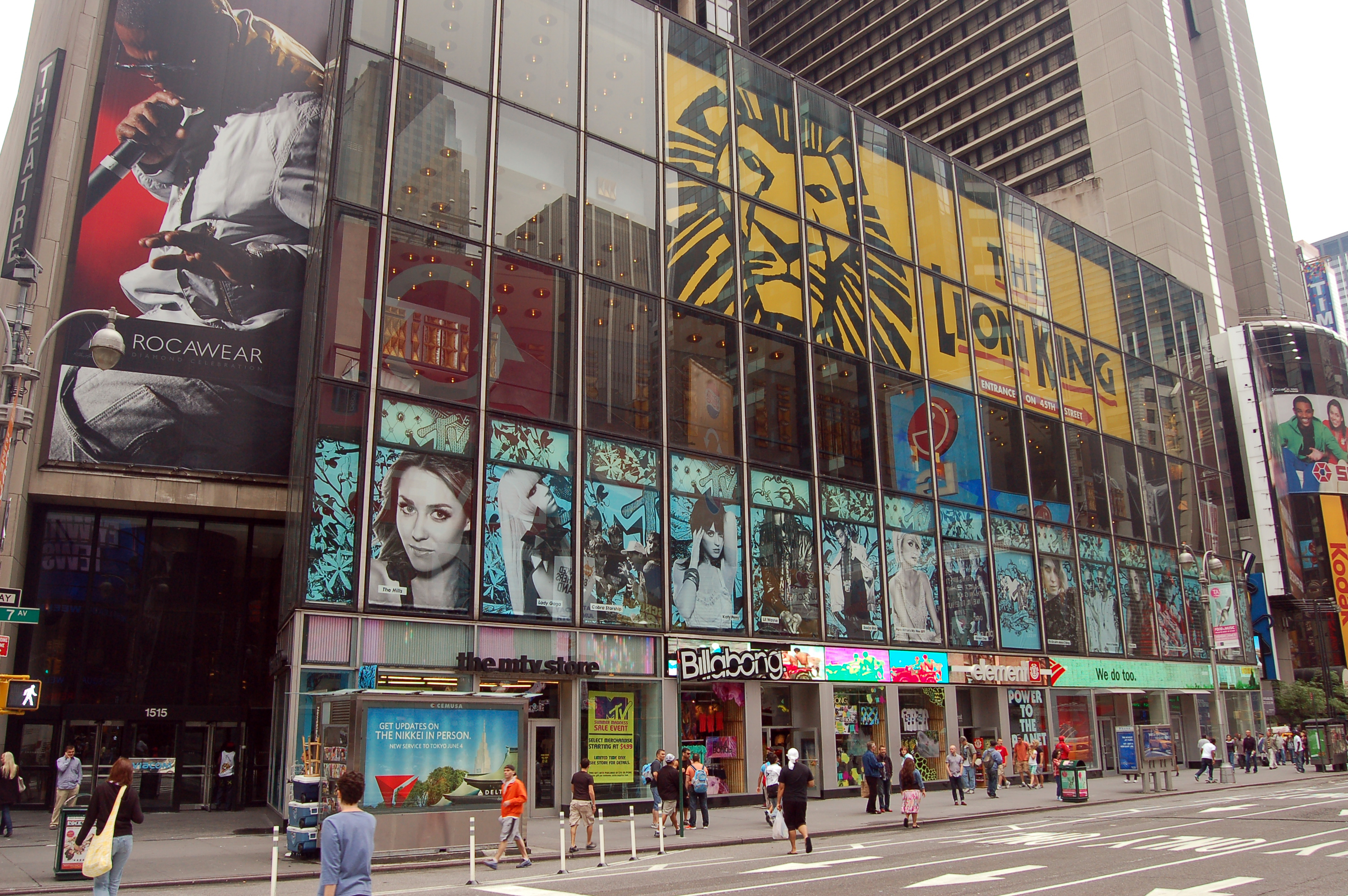
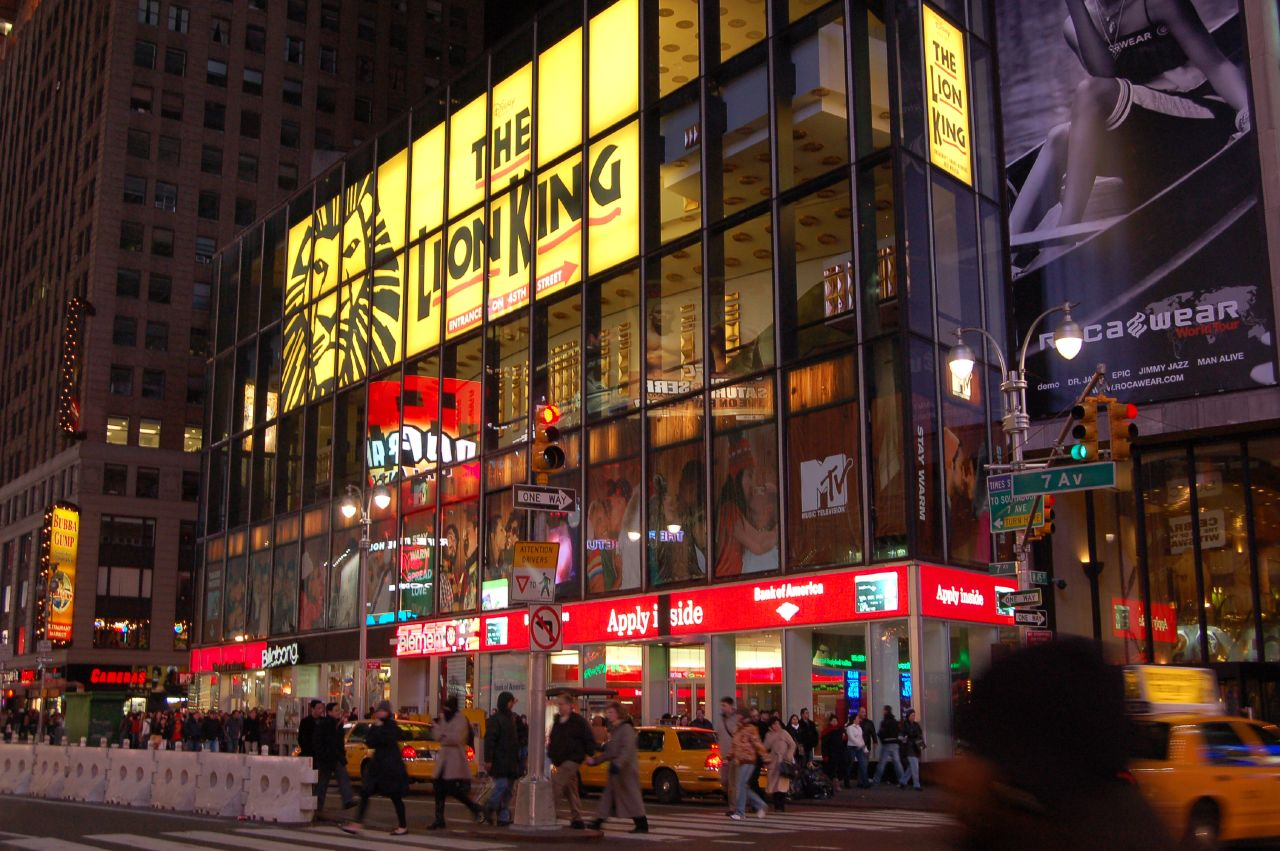
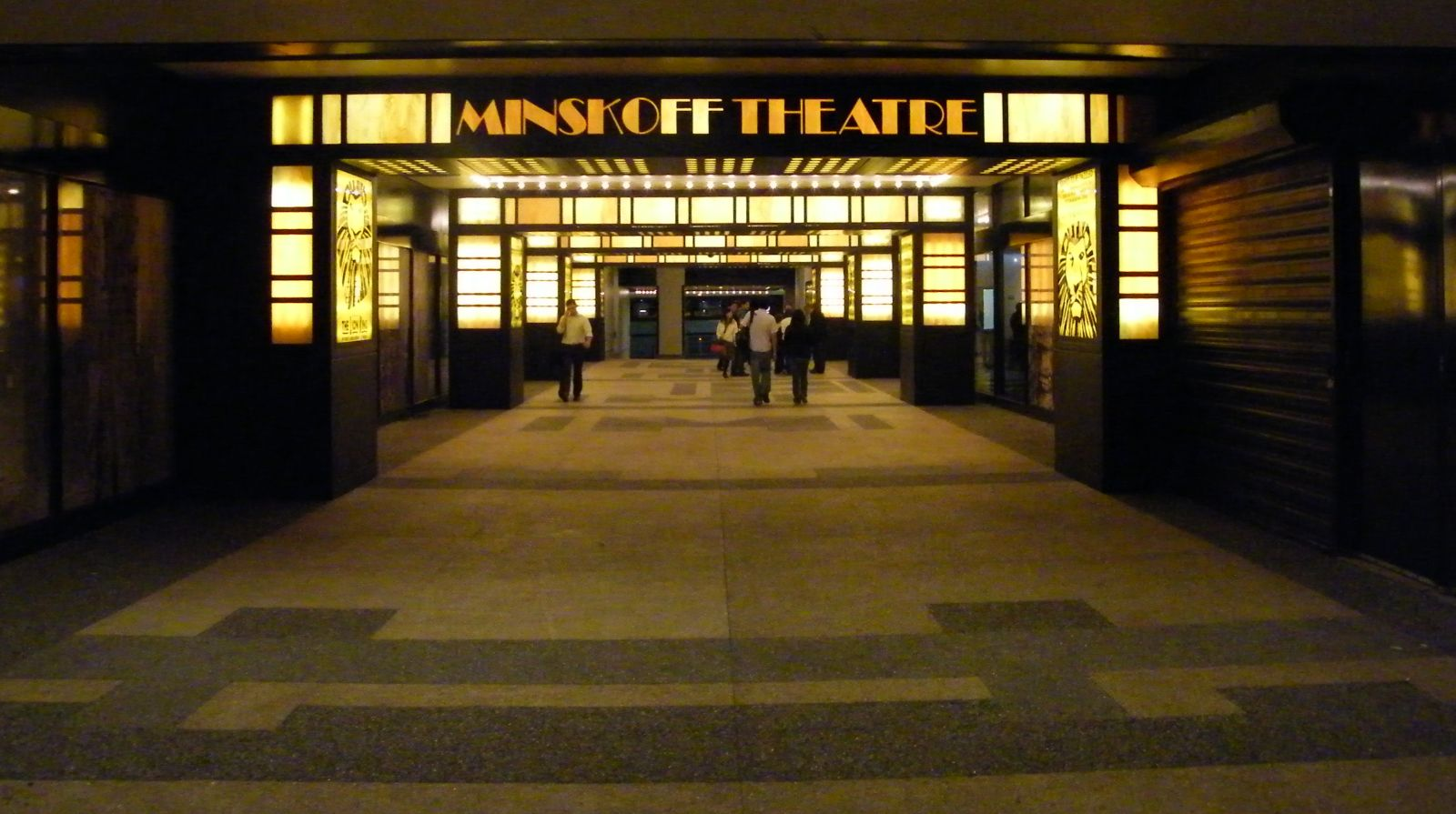
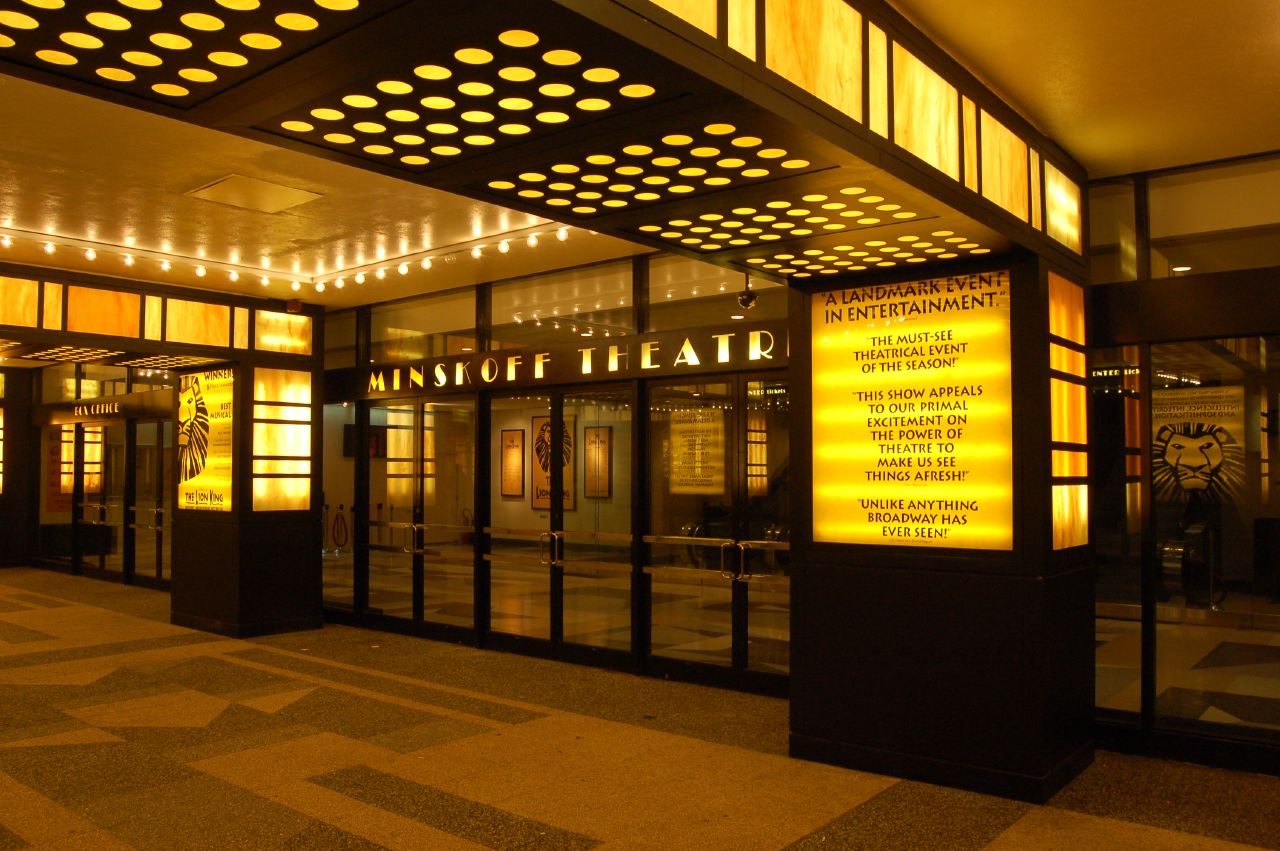